# Ilija
Ilija (in tedesco: Sankt Egidien, Gilg o Gilgen, in ungherese Illés) è un comune della Slovacchia facente parte del distretto di Banská Štiavnica, nella regione di Banská Bystrica.

## Storia
La località, citata fin dal 1240 (Ecclesia Sancti Egidii), deve il suo nome alla chiesa dedicata a Sant'Egidio ultimata nel 1266. Successivamente fortificata, appartenne al castello di Sitno. Nel 1548 il villaggio venne razziato dalle truppe del cavaliere Melichar Balassa che occupò illegittimamente l'intera area. Dal 1556 al 1552, l'intera zona fu bersaglio delle scorrerie dei Turchi. Nel 1628, il villaggio venne conquistato dal nobile Peter Koháry, i cui discendenti ne divennero legittimi feudatari fino al 1703, quando passò ai Coburgo. In quell'anno, Ilija venne saccheggiata dai predoni Kuruci (Kreutzer in tedesco). 
Il villaggio conserva tuttora la suggestiva chiesa di Sant'Egidio in stile romanico.